# فريدريك لويندادلر
فريدريك لويندادلر (12 سبتمبر 1895 – 3 سبتمبر 1967) هو سبّاح سويدي راحل، مثّل بلاده في الألعاب الأولمبية الصيفية 1912.

## روابط خارجية
فريدريك لويندادلر على موقع أوليمبيديا (الإنجليزية)
- فريدريك لويندادلر على موقع اللجنة الأولمبية السويدية (السويدية)